# Cesty na divadle
Cesty na divadle (Les Voyages au théâtre) je kniha francouzského spisovatele Julesa Verna z roku 1881, obsahující tři divadelní hry, které Verne napsal společně s francouzským dramatikem Adolphem D'Ennerym (1811–1889), a které jsou založené na románech z jeho cyklu Podivuhodné cesty. Svazek vyšel s ilustracemi Léona Benetta, Henriho Meyera, Édouarda Rioua a Julese Férata.
Kniha obsahuje tyto divadelní hry:
- Le Tour du monde en quatre-vingts jours (1873, Cesta kolem světa za osmdesát dní), podle stejnojmenného románu,
- Les Enfants du capitaine Grant (1875, Děti kapitána Granta), podle stejnojmenného románu,
- Michel Strogoff (premiéra 1880, Michail Strogov), podle stejnojmenného románu (česky též jako Carův kurýr).

## Česká vydání
- Cesta kolem světa za osmdesát dní, Mikuláš a Knapp, Praha 1876, pro české divadlo zpracoval Antonín Pulda, znovu 1886. Dostupné online.
- Děti kapitána Granta, DILIA, Praha 1958, přeložil a upravil Jan Procházka,
- Carův kurýr, DILIA, Praha 1958, přeložili Vladimír Pospíšil a V. A. Marek.